# Салафия джихадия на Синае
Салафия джихадия на Синае (араб. السلفية الجهادية في سيناء‎) — это салафитская террористическая группировка из Египта.
Группировка была создана в 2012 году Мухаммедом аль-Завахири (братом Аймана аз-Завахири) для борьбы с египетскими силами безопасности и израильскими войсками на Синае и в секторе Газа и имела связи с «Аль-Каидой» . Была одной из многих группировок, которые совершали террористические атаки на мирных жителей и египетские вооруженные силы на Синае в 2012–2013 годах.
С момента создания группировки сражалась с египетскими и израильскими войсками в секторе Газа и за его пределами, но в основном ее считают одиночной группой, поскольку обе салафитские организации — «Бригада шейха Омара Хадида» и «Исламский джихад» — не признают себя в полной мере союзниками «Аль-Салафия аль-Джихадия на Синае».